# Lijst van vlaggen van Eritrea
Dit is een lijst van vlaggen van Eritrea.

## Nationale vlag (perFIAV-codering)
|          | Civiele vlag | Staatsvlag | Oorlogsvlag |
| -------- | ------------ | ---------- | ----------- |
| Te land  | · ?          | · ?        | · ?         |
| Te water | · ?          | · ?        | · ?         |

## Vlaggen van bestuurders
| Vlag                               | Periode      | Functie                            | Beschrijving                                                                                                  |
| ---------------------------------- | ------------ | ---------------------------------- | --- |
| Vlag van de president van Eritrea. | 1995 - heden | Vlag van de president van Eritrea. | De vlag in nationale kleuren, met aan de hijszijde het wapen van Eritrea. De hoogte-breedteverhouding is 1:2. |

## Vlaggen van afscheidingsbewegingen
| Vlag | Periode      | Functie | Beschrijving |
| --- | ------------ | --- | --- |
| Vlag van het Eritrean Liberation Army (ELF) en kleinere Eritrese bewegingen die vanaf 1961 vochten tegen de inlijving bij Ethiopië. Na het verkrijgen van de onafhankelijkheid gebruikt door uit het ELF voortgekomen oppositiebewegingen die zich keren tegen het regime van Isaias Afewerki. | 1961 - heden | Vlag van het Eritrean Liberation Army (ELF) en kleinere Eritrese bewegingen die vanaf 1961 vochten tegen de inlijving bij Ethiopië. Na het verkrijgen van de onafhankelijkheid gebruikt door uit het ELF voortgekomen oppositiebewegingen die zich keren tegen het regime van Isaias Afewerki. | Deze vlag was tussen 1952 en 1961 de vlag van Eritrea, toen het gebied binnen Ethiopië nog ruime autonomie genoot. Getoond wordt een groene olijftak in een olijfkrans op een VN-blauwe achtergrond. |
| Vlag van het Eritrean People's Liberation Army (EPLF). Het EPLF scheidde zich in 1971 af van het ELF en vocht de twee Eritrese Burgeroorlogen uit tegen het ELF. | 1971 - 1994  | Vlag van het Eritrean People's Liberation Army (EPLF). Het EPLF scheidde zich in 1971 af van het ELF en vocht de twee Eritrese Burgeroorlogen uit tegen het ELF. | Lijkend op de huidige nationale vlag, maar dan minder langwerpig en een gele ster in plaats van een olijftak in een olijfkrans.                                                                      |